# Gaël Vandaele
Pour les articles homonymes, voir Vandaele.
Gaël Vandaele est un joueur français de volley-ball né le 20 février 1982 à Roubaix (Nord). Il mesure 2,01 m et joue réceptionneur-attaquant mais a aussi joué libero ainsi qu'au poste de central.

## Clubs
| Club                 | De        | À         |
| -------------------- | --------- | --------- |
| Dunkerque DFVB       | 2001-2002 | 2002-2003 |
| AS Cannes            | 2003-2004 | 2004-2005 |
| VC Lennik            | 2005-2006 | 2006-2007 |
| Asnières Volley 92   | 2007-2008 | 2007-2008 |
| Spacer's de Toulouse | 2008-2009 | …         |

## Palmarès
- Championnat de France (1)
  - Champion :  2005
  - Finaliste : 2004
- Coupe de France 
  - Finaliste : 2013
- Championnat du monde masculin de volley-ball des moins de 21 ans 
  - Finaliste : 1999